# ميروسلاف مازور
ميروسلاف مازور (بالأوكرانية: Мазур Мирослав Валентинович) هو لاعب كرة قدم أوكراني في مركز الدفاع، ولد في 11 أغسطس 1998 في كييف في أوكرانيا. لعب مع نادي بوكوفينا تشيرنوفتسي ‏.

## وصلات خارجية
- ميروسلاف مازور على موقع اتحاد أوكرانيا (الإنجليزية)
- ميروسلاف مازور على موقع قاعدة بيانات كرة القدم.إي يو (الإنجليزية)
- ميروسلاف مازور على موقع Soccerway.com (الإنجليزية)